# Список шкіл Мелітополя
У списку представлена інформація про середні загальноосвітні заклади Мелітополя. Список складений на основі сайту Інформаційної системи управління освітою Міністерства освіти, науки, молоді і спорту України і сайту «Мій Мелітополь». Інформація про рік заснування в низці випадків є спірною, і більш докладне її обговорення можна знайти в статтях про відповідні школи.
| Назва | Рік заснування | Учнів | Класів | Співробітників | Профіль                                             | Директор                    | Адреса, сайт                                             | Зображення |
| --- | -------------- | ----- | ------ | -------------- | --------------------------------------------------- | --------------------------- | -------------------------------------------------------- | ---------- |
| Мелітопольська ЗОШ № 3                                                                                      | 1998           |       |        |                |                                                     |                             | Запорізька область, м. Мелітополь, Фролова, 42           |            |
| Мелітопольский НВК № 16                                                                                     | 1988           |       |        |                |                                                     |                             | Запорізька область, м. Мелітополь, Сопіна, 200           |            |
| Мелітопольська СШ № 25                                                                                      | 1963           |       |        |                |                                                     |                             | Запорізька область, м. Мелітополь, Леніна, 93            |            |
| Мелітопольська ВЗШ № 1                                                                                      | 1938           |       |        |                |                                                     |                             | Запорізька область, м. Мелітополь, Пушкіна, 95           |            |
| Мелітопольська гімназія № 19                                                                                |                |       |        |                |                                                     |                             | Запорізька область, м. Мелітополь, Ломоносова, 151       |            |
| Мелітопольська гімназія № 9                                                                                 | 1994           |       |        |                |                                                     |                             | Запорізька область, м. Мелітополь, Гагаріна, 9а          |            |
| Мелітопольська гімназія № 10                                                                                | 1921           |       |        |                |                                                     |                             | Запорізька область, м. Мелітополь, Крупської, 3          |            |
| Мелітопольська гімназія № 5                                                                                 | 1947           |       |        |                |                                                     |                             | Запорізька область, м. Мелітополь, Бейбулатова, 12,      |            |
| Мелітопольська ЗОШ № 14                                                                                     | 1972           |       |        |                |                                                     |                             | Запорізька область, м. Мелітополь, Гризодубової, 49      |            |
| Мелітопольська ЗОШ № 17                                                                                     | 1998           |       |        |                |                                                     |                             | Запорізька область, м. Мелітополь, Робоча, 59            |            |
| Мелітопольська ЗОШ № 2                                                                                      | 1958           |       |        |                |                                                     |                             | Запорізька область, м. Мелітополь, Гвардійська, 5/1      |            |
| Мелітопольська ЗОШ № 20                                                                                     | 1967           |       |        |                |                                                     |                             | Запорізька область, м. Мелітополь, Сєрова, 62а,          |            |
| Мелітопольська ЗОШ № 4 ММР ЗО                                                                               |                |       |        |                |                                                     |                             | Запорізька область, м. Мелітополь, вул. Пушкіна, 77      |            |
| Мелітопольська ЗОШ № 1                                                                                      | 1978           |       |        |                |                                                     |                             | Запорізька область, м. Мелітополь, Рози Люксембург, 13   |            |
| Мелітопольська ЗОШ № 11                                                                                     | 1936           |       |        |                |                                                     |                             | Запорізька область, м. Мелітополь, Горького, 38          |            |
| Мелітопольська ЗОШ № 13                                                                                     | 1937           |       |        |                |                                                     |                             | Запорізька область, м. Мелітополь, 40-річчя Жовтня, 84   |            |
| Мелітопольська ЗОШ № 15                                                                                     | 1984           |       |        |                |                                                     |                             | Запорізька область, м. Мелітополь, Гризодубової, 54      |            |
| Мелітопольська ЗОШ № 22                                                                                     | 1938           |       |        |                |                                                     |                             | Запорізька область, м. Мелітополь, 2 пров. Лютневий, 32  |            |
| Мелітопольська ЗОШ № 24                                                                                     | 1962           |       |        |                |                                                     |                             | Запорізька область, м. Мелітополь, Бронзоса, 47          |            |
| Мелітопольська ЗОШ № 6                                                                                      | 1963           |       |        |                |                                                     |                             | Запорізька область, м. Мелітополь, Воровського, 185      |            |
| Мелітопольська ЗОШ № 8                                                                                      | 1943           |       |        |                |                                                     |                             | Запорізька область, м. Мелітополь, Калініна, 147         |            |
| Мелітопольська ЗОШ № 7                                                                                      | 1981           |       |        |                |                                                     |                             | Запорізька область, м. Мелітополь, Дзержинського, 400,а  |            |
| Мелітопольська СШ № 23                                                                                      | 1907           |       |        |                |                                                     |                             | Запорізька область, м. Мелітополь, Фрунзе, 262           |            |
| Центр трудової підготовки та професійної орієнтації молоді Мелітопольської міської ради Запорізької області |                |       |        |                |                                                     |                             |                                                          |            |
| Мелітопольська спеціалізована школа-інтернат "Творчість"                                                    | 1994           | 192   | 8      | 40             | Іноземної філології; математичний; біотехнологічний | Тоцький Володимир Іванович  | Запорізька область, м.Мелітополь, вул. Крупської, 9 сайт |            |
| Мелітопольська ЗОСШІ                                                                                        | 1959           | 159   | 11     | 81             | Спортивний                                          | Мальцев Володимир Дмитрович | Запорізька область, м.Мелітополь, Піонерська, 14/1       |            |
| Мелітопольська школа-інтернат "Гармонія"                                                                    |                | 247   | 23     | 129            |                                                     | Семикін Юрій Васильович     | Запорізька область, м.Мелітополь, Крупської, 22 сайт     |            |